# Duško Tošić
Duško Tošić (szerbül: Душко Тошић; Nagybecskerek, 1985. január 19. –) szerb válogatott labdarúgó, a török Kasımpaşa játékosa.

## Pályafutása

### Klubcsapatokban
A Proleter Zrenjanin korosztályos csapataiban nevelkedett, majd 2002-ben az OFK Beograd játékosa lett felnőtt szinten. A 2006–07-es szezont az francia első osztályú Sochaux csapatánál töltötte. Innen a német Werder Bremen csapatához igazolt, itt kupagyőztes lett. 2010. február 12-én aláírt az angol Portsmouth csapatához, de regisztrációs problémák miatt nem tudott pályára lépni a klub színeiben, ezért kölcsönadták a szintén angol Queens Park Rangersnek. Július 7-én 3 éves szerződést kötött a Crvena zvezda csapatával. Rövid ideig kölcsönben szerepelt a spanyol Real Betis együttesénél. 2012 és 2018 között Törökországban lépett pályára, a Gençlerbirliği és a Beşiktaş JK játékosaként. 2018 májusától a kínai Guangzhou R&F csapatának a játékosa.

### A válogatottban
2006. november 15-én mutatkozott be a felnőtt válogatottban a Norvégia elleni felkészülési találkozón. A 2007-es U21-es labdarúgó-Európa-bajnokságon ezüstérmesek lettek. Részt vett a 2008. évi nyári olimpián, ahol csoportjuk utolsó helyén végeztek. Mladen Krstajić szövetségi kapitány meghívta a 2018-as labdarúgó-világbajnokságra utazó keretébe. A tornán Costa Rica és Svájc ellen lépett pályára.

## Sikerei, díjai

### Klub
- Sochaux
  - Francia kupa: 2006–07
- Werder Bremen
  - Német kupa: 2008–09
- Crvena zvezda
  - Szerb kupa: 2011–12
- Beşiktaş JK
  - Török bajnok: 2015–16, 2016–17

### Válogatott
- Szerbia
  - U21-es Európa-bajnokság döntős: 2007